# Championnats du monde de pétanque 2010
Navigation
Édition précédente Édition suivante
Les championnats du monde de pétanque 2010 est une édition des championnats du monde de pétanque. 

## Présentation
Elle constitue la 45e édition des triplettes séniors et la 10e édition en Tir de précision sénior. Elle se déroule à Izmir (Turquie), du 7 au 10 octobre 2010.

## Résultats[1]

### Triplette sénior[2]

#### Phase finale
| Nation     | Score | Nation |
| ---------- | ----- | ------ |
| France     | 13-2  | Italie |
| Espagne    | bat   | ?      |
| Madagascar | bat   | ?      |
| Mauritanie | bat   | ?      |

| Nation     | Score | Nation     |
| ---------- | ----- | ---------- |
| France     | 13-4  | Espagne    |
| Madagascar | 13-3  | Mauritanie |

| Nation | Score | Nation     |
| ------ | ----- | ---------- |
| France | 13-12 | Madagascar |

### Tir de précision[3]

#### Phase finale
| Nation              | Score | Nation                       |
| ------------------- | ----- | ---------------------------- |
| Bruno Le Boursicaud | 48-39 | Roberto Carlos Lopez Espagne |
| Jean Manea          | 35-34 | Charles Weibel Belgique      |

| Nation              | Score | Nation                         |
| ------------------- | ----- | ------------------------------ |
| Bruno Le Boursicaud | 34-12 | Jean Manea Polynésie française |

## Podiums
| Épreuve                 | Or                                                                       | Argent | Bronze                                                                  |
| ----------------------- | ------------------------------------------------------------------------ | --- | ----------------------------------------------------------------------- |
| Triplette sénior        | Thierry Grandet - Henri Lacroix - Bruno Le Boursicaud - Philippe Suchaud | David Randriamarohaja - Jean Marson Ratolojanahary - Tiana Laurens Razanadrakoto - Christian Andrianiaina | Mamadou Abdallahi - Ibrahim Ivakou - Hamoud Ethmane - Sidi Abdallah     |
| Triplette sénior        | Thierry Grandet - Henri Lacroix - Bruno Le Boursicaud - Philippe Suchaud | David Randriamarohaja - Jean Marson Ratolojanahary - Tiana Laurens Razanadrakoto - Christian Andrianiaina | Roberto Carlos Lopez - David Sanchez - Javier Flores - Manuel H. Romero |
| Tir de précision sénior | Bruno Le Boursicaud                                                      | Jean Manea                                                                                                | Charles Weibel                                                          |
| Tir de précision sénior | Bruno Le Boursicaud                                                      | Jean Manea                                                                                                | Roberto Carlos Lopez                                                    |

## Tableau des médailles
| Rang  | Nation              | Or | Argent | Bronze | Total |
| ----- | ------------------- | -- | ------ | ------ | ----- |
| 1     | France              | 2  | 0      | 0      | 2     |
| 2     | Madagascar          | 0  | 1      | 0      | 1     |
| 2     | Polynésie française | 0  | 1      | 0      | 1     |
| 4     | Espagne             | 0  | 0      | 2      | 2     |
| 5     | Mauritanie          | 0  | 0      | 1      | 1     |
| 5     | Belgique            | 0  | 0      | 1      | 1     |
| Total | Total               | 2  | 2      | 4      | 8     |